# Ansaldo San Giorgio 4E-14
L'Ansaldo San Giorgio 4E-14 o Ansaldo 4E-145 è stato un motore aeronautico a 6 cilindri in linea raffreddato ad acqua, prodotto dall'azienda italiana Ansaldo dagli inizi degli anni venti.

## Velivoli utilizzatori
Italia
- SIAI S.17[1][2]
- SIAI S.21 [2]